# Stepping on Angels… Before Dawn
Stepping on Angels… Before Dawn — альбом-компиляция американской дэт-метал-группы Immolation, выпущен лейблом Repulse Records в январе 1995 года. Сборник включает в себя ранние демозаписи групп Rigor Mortis и Immolation и концертные записи.

## Об альбоме
После потери контракта с лейблом Roadrunner Records группа записывает демонстрационную демозапись под названием 1994 Promotional Demo; в это демо вошли три песни «Away From God» «Towards Earth» «Christ’s Cage», которые вошли во второй альбом группы; данная запись была выпущена в количестве 75 копий. После этой демозаписи группа заключила контракт с лейблом Repulse Records, но вместо полноценной студийной работы группа записала сборник ранних записей и нескольких концертных песен под названием Stepping on Angels… Before Dawn, в этот сборник вошли песни из демозаписей Decomposed и Warriors of Doom группы Rigor Mortis, также песни демозаписей Demo I и Demo II Immolation и песни записанные на концертах группы, концертная версия песни «Dawn of Possession» на этом сборнике состоит из трёх частей, после самой песни «Dawn of Possession» начинается кавер на песню Autopsy «Charred Remains» из их демо 1988 года Critical Madness, потом начинается кавер на песню Sepultura «Morbid Visions».

## Список композиций
| №                   | Название                     | Длительность |
| ------------------- | ---------------------------- | ------------ |
| 1.                  | «Relentless Torment»         | 2:09         |
| 2.                  | «Holocaust»                  | 4:58         |
| 3.                  | «Rigor Mortis»               | 2:26         |
| 4.                  | «Warriors of Doom»           | 5:18         |
| 5.                  | «Immolation»                 | 4:30         |
| 6.                  | «Dawn of Possession»         | 3:45         |
| 7.                  | «Internal Decadence»         | 3:02         |
| 8.                  | «Burial Ground»              | 3:39         |
| 9.                  | «Despondent Souls»           | 4:32         |
| 10.                 | «Infectious Blood»           | 4:08         |
| 11.                 | «Despondent Souls»           | 4:28         |
| 12.                 | «Burial Ground" (live)»      | 3:40         |
| 13.                 | «Infectious Blood" (live)»   | 4:34         |
| 14.                 | «Immolation" (live)»         | 4:29         |
| 15.                 | «Despondant Souls" (live)»   | 4:36         |
| 16.                 | «Dawn of Possession" (live)» | 11:30        |
| Общая длительность: | Общая длительность:          | 71:44        |

- Композиции 1, 2 и 3 из демо Decomposed (1987; группы Rigor Mortis) записан в период март — июль 1987 года
- Композиция 4 из демо Warriors of Doom (1987; группы Rigor Mortis) записан в ноябре 1987 года
- Композиции 5 и 6 из демо Immolation (1988) записаны 5 июля 1988 года
- Композиции 7, 8 и 9 из демо Immolation (1989) записаны 4 июня 1989 года
- Композиция 11 «Despondent Souls» записана в январе 1990 года
- Композиции 12, 13, 14 записана на «Streets», New Rochelle, NY 3 декабря 1988 года
- Композиции 15, 16 записана в Belle Vernon, PA 17 июня 1989 года
- Композиция 16 включает лив кавер на группу Autopsy — «Charred Remains» и лив кавер на Sepultura — «Morbid Visions»

## Участники записи
- Эндрю Саковиц — вокал/бас-гитара (треки 1 — 4)
- Росс Долан — вокал/бас-гитара (треки 5-16)
- Роберт Вигна — соло-гитара
- Томас Уилкинсон — ритм-гитара
- Дэйв Уилкинсон — ударные (треки 1-4)
- Нил Бобак — ударные (треки 5-10)